# ジェフリー・バトル
ジェフリー・バトル（英語: Jeffrey Buttle, 1982年9月1日 - ）は、カナダの元フィギュアスケート選手（男子シングル）、プロスケーター、振付師。
2006年トリノオリンピック男子シングル銅メダリスト。2008年世界選手権優勝。

## 人物
1982年9月1日、オンタリオ州スムースロックフォールズで、イギリス系カナダ人の家に生まれる。4人家族で、父、母、姉がいる。子供のころ語学教室でフランス語を学び、英語とフランス語のバイリンガルとなった。現在はトロント大学で化学工学を専攻する学生でもある（現在は休学中）。
現役時代は競技者でありながらノービスの審査資格も持っており、選手の振り付けや指導を行うこともあった。金妍兒に振り付けをしたこともある。
引退後、オープンリーゲイとしてトロント・ゲイ・アイスホッケーリーグ所属のアイスホッケーチームに加入し、29歳にして個人競技から団体競技に挑戦を始めた。またメダルやオリンピックユニフォームなどをCLGA（カナダ・レズビアン・ゲイ・アーカイブス）に寄贈することを公表した（結局CLGAから丁重に断られた）。2014年2月には結婚をした。
美しいスケーティングとエッジワーク、イナバウアーなどのムーブ・イン・ザ・フィールドが持ち味。新採点システムで躍進した選手のひとりで、ステップやスピンなどの質を高めることで高得点を上げてきた。

## 経歴
2歳でスケートを、5歳くらいからフィギュアスケートを始めた。7歳のとき、コーチになったばかりのリー・バーケルのもとについた。10歳くらいのころには、2歳年上の姉ミーガンとアイスダンスで競技することもあった。同時にバレエにも取り組んでおり、13歳のころにはカナダ国立バレエ学校から入学許可を得ていた。2001-2002シーズンのNHK杯で、グランプリシリーズ (GPシリーズ) 初参戦ながら2位となった。四大陸選手権では初出場初優勝。カナダ選手権では3位に入っていたが、カナダのソルトレイクシティオリンピック出場枠は2つしかなく、出場できなかった。世界選手権でも補欠だったが、エルビス・ストイコが欠場したため出場した。
2002-2003シーズン、四大陸選手権のショートプログラムで4回転-3回転のコンビネーションジャンプに成功し、4位となった。2003-2004シーズン、NHK杯でGPシリーズ初優勝を飾る。GPファイナルへの出場権を得たが棄権。世界選手権への出場は逃したが、四大陸選手権 で2度目の優勝を果たした。
2004-2005シーズンからラファエル・アルトゥニアンに師事した。カナダ選手権で初優勝し、GPファイナルと世界選手権でも2位となる活躍を見せた。2005-2006シーズン、GPシリーズで表彰台に上がり続け、カナダ選手権も連覇。トリノオリンピックでは、SPでジャンプの転倒があり出遅れるが、フリースケーティング（フリー）では4回転トウループの転倒がありながら演技構成点で高い評価を受けるなどして追い上げ、銅メダルを獲得した。続いて地元カナダのカルガリーで行われた世界選手権では、ショートプログラムで3回転ルッツの失敗もあって出遅れ、3回転ジャンプのみで構成したフリースケーティングでは大きなミスはなかったものの追い上げはならず、総合で6位に終わった。
2006-2007シーズンは背中の疲労骨折に悩まされ、GPシリーズを欠場。カナダ選手権で3連覇を達成。四大陸選手権 では、SPで首位に立ちながらフリーでジャンプの失敗が相次ぎ2位となった。世界選手権でも、SPはパーソナルベストの演技で2位につけたものの、フリーで精彩を欠いて6位に終わった。
2007-2008シーズン、GPシリーズでは本来の演技ができず、カナダ選手権でもパトリック・チャンに敗れた。しかし四大陸選手権ではパーソナルベストを更新して2位となった。世界選手権では4回転ジャンプを外す戦略で臨み、完成度の高い演技で初優勝。SPの『アディオス・ノニーノ』は、2008年6月のISUのコンポーネンツセミナーにおいて「ストーリー性はなくてもすべてが統一されて、絶対的に素晴らしかった」と評された。
2008年9月にアマチュア引退を表明。出場を予定していたスケートカナダでは、場内解説のコメンテーターを務めた。現在はプロスケーターとして活躍する傍ら、振付師としても活動している。2012年、第1回メダルウィナーズオープンの男子シングルで優勝。一方、同じ時期に「社会を共有できるチームメートが欲しい」と氷上の団体戦であるアイスホッケーに挑戦。「できるなら60代まで続けたい」と意気軒高だが「自分の知識不足を耐え忍ぶチームメイトらに勇気づけられる」腕前である（上述外部リンク参照）。

## 主な戦績

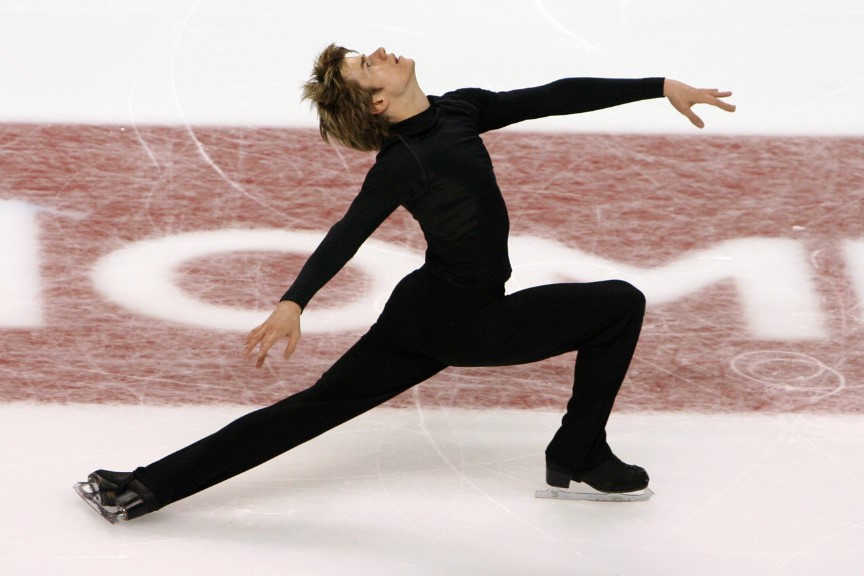
2007年スケートカナダにて

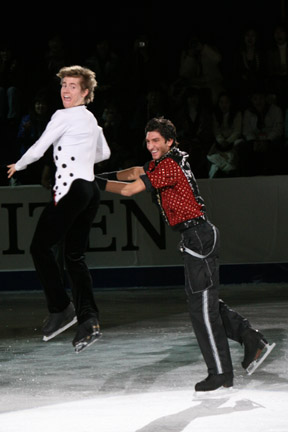
スロージャンプを行うバトルとアメリカのエヴァン・ライサチェク。2008年四大陸フィギュアスケート選手権のエキシビションにて

| 大会/年               | 96-97 | 97-98 | 98-99 | 99-00 | 00-01 | 01-02 | 02-03 | 03-04 | 04-05 | 05-06 | 06-07 | 07-08 |
| --------------------- | ----- | ----- | ----- | ----- | ----- | ----- | ----- | ----- | ----- | ----- | ----- | ----- |
| 冬季オリンピック      |       |       |       |       |       |       |       |       |       | 3     |       |       |
| 世界選手権            |       |       |       |       |       | 8     | 15    |       | 2     | 6     | 6     | 1     |
| 四大陸選手権          |       |       |       |       |       | 1     | 4     | 1     |       |       | 2     | 2     |
| カナダ選手権          | 7 N   | 2 J   | 10    | 6     | 9     | 3     | 2     | 3     | 1     | 1     | 1     | 2     |
| GPファイナル          |       |       |       |       |       |       |       | 棄権  | 2     | 2     |       |       |
| GPスケートカナダ      |       |       |       |       |       |       | 7     | 2     | 3     | 2     |       | 3     |
| GPロシア杯            |       |       |       |       |       |       |       |       |       |       |       | 4     |
| GPエリック杯          |       |       |       |       |       |       |       |       |       | 1     |       |       |
| GP中国杯              |       |       |       |       |       |       |       |       | 1     |       |       |       |
| GPNHK杯               |       |       |       |       |       | 2     | 5     | 1     |       |       |       |       |
| ボフロスト杯          |       |       |       |       |       |       |       | 2     |       |       |       |       |
| シェーファー記念      |       |       |       |       |       | 3     |       |       |       |       |       |       |
| ネーベルホルン杯      |       |       |       |       | 7     | 2     |       |       |       |       |       |       |
| 世界Jr.選手権         |       |       |       |       | 7     |       |       |       |       |       |       |       |
| JGPハルビン           |       |       |       |       | 4     |       |       |       |       |       |       |       |
| JGPウクライナ記念     |       |       |       |       | 3     |       |       |       |       |       |       |       |
| JGPSBC杯              |       |       |       | 6     |       |       |       |       |       |       |       |       |
| JGPスケートスロベニア |       |       |       | 4     |       |       |       |       |       |       |       |       |
| JGPブラオエン         |       |       | 6     |       |       |       |       |       |       |       |       |       |

### 詳細
| 2014-2015 シーズン |                                    |    |          |        |
| 開催日             | 大会名                             | SP | FS       | 結果   |
| 2014年10月4日      | 2014年ジャパンオープン（さいたま） | -  | 5 136.08 | 2 団体 |

| 2013-2014 シーズン |                                    |    |          |        |
| 開催日             | 大会名                             | SP | FS       | 結果   |
| 2013年10月5日      | 2013年ジャパンオープン（さいたま） | -  | 5 127.43 | 2 団体 |

| 2012-2013 シーズン |                                    |    |          |        |
| 開催日             | 大会名                             | SP | FS       | 結果   |
| 2012年10月6日      | 2012年ジャパンオープン（さいたま） | -  | 3 160.86 | 2 団体 |

| 2011-2012 シーズン |                                    |    |          |        |
| 開催日             | 大会名                             | SP | FS       | 結果   |
| 2011年10月1日      | 2011年ジャパンオープン（さいたま） | -  | 4 138.33 | 1 団体 |

| 2010-2011 シーズン |                                    |    |          |        |
| 開催日             | 大会名                             | SP | FS       | 結果   |
| 2010年10月2日      | 2010年ジャパンオープン（さいたま） | -  | 6 128.39 | 2 団体 |

| 2009-2010 シーズン |                                    |    |          |        |
| 開催日             | 大会名                             | SP | FS       | 結果   |
| 2009年10月3日      | 2009年ジャパンオープン（さいたま） | -  | 2 142.26 | 2 団体 |

| 2007-2008 シーズン    |                                                        |         |          |          |
| 開催日                | 大会名                                                 | SP      | FS       | 結果     |
| 2008年3月17日 - 23日  | 2008年世界フィギュアスケート選手権（ヨーテボリ）       | 1 82.10 | 1 163.07 | 1 245.17 |
| 2008年2月11日 - 17日  | 2008年四大陸フィギュアスケート選手権（高陽）           | 3 83.85 | 2 150.17 | 2 234.02 |
| 2008年1月16日 - 20日  | カナダフィギュアスケート選手権（バンクーバー）         | 1 80.80 | 2 149.05 | 2 229.85 |
| 2007年11月22日 - 25日 | ISUグランプリシリーズ ロシア杯（モスクワ）             | 6 65.16 | 3 136.61 | 4 201.77 |
| 2007年11月1日 - 4日   | ISUグランプリシリーズ スケートカナダ（ケベックシティ） | 3 66.85 | 3 131.92 | 3 198.77 |

| 2006-2007 シーズン   |                                                              |         |          |          |
| 開催日               | 大会名                                                       | SP      | FS       | 結果     |
| 2007年4月29日        | 2007年ジャパンオープン（さいたま）                           | -       | 2 140.73 | 3 団体   |
| 2007年3月19日 - 25日 | 2007年世界フィギュアスケート選手権（東京）                   | 2 79.90 | 8 135.06 | 6 214.96 |
| 2007年2月5日 - 11日  | 2007年四大陸フィギュアスケート選手権（コロラドスプリングス） | 1 77.72 | 2 146.24 | 2 223.96 |
| 2007年1月15日 - 21日 | カナダフィギュアスケート選手権（ハリファックス）             | 1 78.85 | 1 153.98 | 1 232.83 |

| 2005-2006 シーズン  |                                                        |         |         |          |          |
| 開催日              | 大会名                                                 | 予選    | SP      | FS       | 結果     |
| 2006年5月14日-日    | 2006年ジャパンオープン（さいたま）                     | -       | -       | -        | 2 団体   |
| 2006年3月19日-26日  | 2006年世界フィギュアスケート選手権（カルガリー）       | 2 34.48 | 7 73.30 | 7 133.81 | 6 241.59 |
| 2006年2月10日-26日  | トリノオリンピック（トリノ）                           | -       | 6 73.29 | 2 154.30 | 3 227.59 |
| 2006年1月9日-15日   | カナダフィギュアスケート選手権（オタワ）               | 1 38.51 | 1 77.01 | 1 151.38 | 1 266.90 |
| 2005年12月16日-18日 | 2005/2006 ISUグランプリファイナル（東京）              | -       | 2 76.00 | 2 138.34 | 2 214.34 |
| 2005年11月17日-20日 | ISUグランプリシリーズ エリック・ボンパール杯（パリ）   | -       | 1 76.08 | 1 139.40 | 1 215.48 |
| 2005年10月27日-30日 | ISUグランプリシリーズ スケートカナダ（セントジョンズ） | -       | 1 74.53 | 3 126.66 | 2 201.19 |

| 2004-2005 シーズン  |                                                      |         |         |          |          |
| 開催日              | 大会名                                               | 予選    | SP      | FS       | 結果     |
| 2005年3月14日-20日  | 2005年世界フィギュアスケート選手権（モスクワ）       | 4 32.00 | 3 77.39 | 2 136.30 | 2 245.69 |
| 2005年1月17日-23日  | カナダフィギュアスケート選手権（ロンドン）           | 2 34.35 | 1 70.93 | 1 156.95 | 1 262.23 |
| 2004年12月16日-19日 | 2004/2005 ISUグランプリファイナル（北京）            | -       | 2 76.45 | 2 140.20 | 2 216.65 |
| 2004年11月11日-14日 | ISUグランプリシリーズ 中国杯（北京）                 | -       | 1 76.00 | 1 135.20 | 1 211.20 |
| 2004年10月28日-31日 | ISUグランプリシリーズ スケートカナダ（ハリファクス） | -       | 1 72.15 | 5 119.70 | 3 191.85 |

| 2003-2004 シーズン     |                                                    |      |         |          |          |
| 開催日                 | 大会名                                             | 予選 | SP      | FS       | 結果     |
| 2004年1月19日-25日     | 2004年四大陸フィギュアスケート選手権（ハミルトン） | -    | 1       | 1        | 1        |
| 2004年1月5日-11日      | カナダフィギュアスケート選手権（エドモントン）     | 1    | 2       | 4        | 3        |
| 2003年11月27日-30日    | ISUグランプリシリーズ NHK杯（旭川）                | -    | 2 71.70 | 1 139.30 | 1 211.00 |
| 2003年10月30日-11月3日 | ISUグランプリシリーズ スケートカナダ（ミシサガ）   | -    | 4 67.95 | 2 141.68 | 2 209.63 |

| 2002-2003 シーズン     |                                                        |      |    |    |      |
| 開催日                 | 大会名                                                 | 予選 | SP | FS | 結果 |
| 2003年3月24日-30日     | 2003年世界フィギュアスケート選手権（ワシントンD.C.）   | 6    | 8  | 19 | 15   |
| 2003年2月10日-16日     | 2003年四大陸フィギュアスケート選手権（北京）           | -    | 5  | 5  | 4    |
| 2003年1月6日-12日      | カナダフィギュアスケート選手権（サスカトゥーン）       | 1    | 4  | 2  | 2    |
| 2002年11月28日-12月1日 | ISUグランプリシリーズ NHK杯（京都）                    | -    | 4  | 5  | 5    |
| 2002年10月30日-11月3日 | ISUグランプリシリーズ スケートカナダ（ケベックシティ） | -    | 5  | 7  | 7    |

| 2001-2002 シーズン     |                                                |      |    |    |      |
| 開催日                 | 大会名                                         | 予選 | SP | FS | 結果 |
| 2002年3月16日-24日     | 2002年世界フィギュアスケート選手権（長野）     | 4    | 7  | 12 | 8    |
| 2002年1月21日-27日     | 2002年四大陸フィギュアスケート選手権（全州）   | -    | 2  | 2  | 1    |
| 2002年1月8日-13日      | カナダフィギュアスケート選手権（ハミルトン）   | 5    | 4  | 3  | 3    |
| 2001年11月29日-12月2日 | ISUグランプリシリーズ NHK杯（熊本）            | -    | 4  | 2  | 2    |
| 2001年10月10日-13日    | 2001年カールシェーファーメモリアル（ウィーン） | -    | 6  | 2  | 3    |
| 2001年9月4日-7日       | 2001年ネーベルホルン杯（オーベルストドルフ）   | -    | 3  | 2  | 2    |

| 2000-2001 シーズン   |                                                        |      |    |    |      |
| 開催日               | 大会名                                                 | 予選 | SP | FS | 結果 |
| 2001年2月26日-3月2日 | 2001年世界ジュニアフィギュアスケート選手権（ソフィア） | 6    | 11 | 4  | 7    |
| 2001年1月16日-21日   | カナダフィギュアスケート選手権（ウィニペグ）           | 5    | 14 | 7  | 9    |
| 2000年10月12日-15日  | ISUジュニアグランプリ ハルビン（ハルビン）             | -    | 11 | 3  | 4    |
| 2000年9月21日-24日   | ISUジュニアグランプリ ウクライナ記念（キエフ）         | -    | 4  | 3  | 3    |
| 2000年9月5日-8日     | 2000年ネーベルホルン杯（オーベルストドルフ）           | -    | 7  | 6  | 7    |

| 1999-2000 シーズン    |                                                      |    |    |      |
| 開催日                | 大会名                                               | SP | FS | 結果 |
| 2000年1月26日 - 30日  | カナダフィギュアスケート選手権（カルガリー）         | 7  | 6  | 6    |
| 1999年11月19日 - 21日 | ISUジュニアグランプリ SBC杯（長野）                  | 4  | 6  | 6    |
| 1999年10月21日 - 24日 | ISUジュニアグランプリ スケートスロベニア（ブレッド） | 5  | 4  | 4    |

| 1998-1999 シーズン   |                                                                |    |    |      |
| 開催日               | 大会名                                                         | SP | FS | 結果 |
| 1999年1月26日 - 31日 | カナダフィギュアスケート選手権（オタワ）                       | 11 | 9  | 10   |
| 1998年10月7日 - 10日 | ISUジュニアグランプリ ブラオエン・シュベルター杯（ケムニッツ） | 3  | 8  | 6    |

| 1997-1998 シーズン   |                                                       |    |    |      |
| 開催日               | 大会名                                                | SP | FS | 結果 |
| 1998年3月26日 - 29日 | 1998年ムラドストトロフィー ジュニアクラス（ザグレブ） | 1  | 1  | 1    |

## プログラム
| シーズン  | SP | FS | EX |
| --------- | --- | --- | --- |
| 2008-2009 | May in the backyard 作曲：坂本龍一 振付：デヴィッド・ウィルソン                                                                                                | ピアノと弦楽のためのエクローグ 作曲：ジェラルド・フィンジ 振付：デヴィッド・ウィルソン | Ribbon in the SkyPersonal Jesue |
| 2007-2008 | アディオス・ノニーノ 作曲：アストル・ピアソラ 振付：デヴィッド・ウィルソン歌劇『道化師』より 作曲：ルッジェーロ・レオンカヴァッロ 振付：デヴィッド・ウィルソン | 映画『アララトの聖母』より 作曲：マイケル・ダナ 振付：デヴィッド・ウィルソン | 歌劇『道化師』より 作曲：ルッジェーロ・レオンカヴァッロステイ・オア・ゴー 曲：ザ・クラッシュTracks of My Tears                                                                       |
| 2006-2007 | アディオス・ノニーノ 作曲：アストル・ピアソラ 振付：デヴィッド・ウィルソン                                                                                     | 映画『アララトの聖母』より 作曲：マイケル・ダナ 振付：デヴィッド・ウィルソン | Go the Distance 映画『ヘラクレス』より ボーカル：マイケル・ボルトンHigh ボーカル：ジェームス・ブラントステイ・オア・ゴー 曲：ザ・クラッシュ                                          |
| 2005-2006 | シング・シング・シング 作曲：ルイ・プリマ 振付：デヴィッド・ウィルソン                                                                                         | 歌劇『サムソンとデリラ』より 作曲：カミーユ・サン＝サーンス 振付：デヴィッド・ウィルソングレン・グールドに捧げる クラシックバリエーション 楽劇『トリスタンとイゾルデ』より 作曲：リヒャルト・ワーグナー 6つのピアノ小品 ピアノ組曲 作品25 作曲：アルノルト・シェーンベルク 舞い踊る愛撫 作曲：アレクサンドル・スクリャービン ゴルトベルク変奏曲 平均律クラヴィーア曲集 第1巻BWV847 マルチェッロの主題による協奏曲第3番 作曲：ヨハン・ゼバスティアン・バッハ 振付：デヴィッド・ウィルソン | I Love A Piano 作曲：アーヴィング・バーリンアヴェ・マリア 演奏：イースト・ヴィレッジ・オペラ・カンパニーフィックス・ユー 曲：コールドプレイFeeling Good ボーカル：マイケル・ブーブレ |
| 2004-2005 | 前奏曲嬰ハ短調 作曲：セルゲイ・ラフマニノフ 振付：デヴィッド・ウィルソン                                                                                       | ナコイカッツィ 作曲：フィリップ・グラス 振付：デヴィッド・ウィルソン | Sunglasses At Night 曲：コリー・ハートアヴェ・マリア 演奏：イースト・ヴィレッジ・オペラ・カンパニーHurt 曲：ジョニー・キャッシュ                                                     |
| 2003-2004 | テイク・ファイヴ 作曲：デイヴ・ブルーベック 演奏：ポール・デスモンド 振付：デヴィッド・ウィルソン                                                              | 歌劇『サムソンとデリラ』より 作曲：カミーユ・サン＝サーンス 振付：デヴィッド・ウィルソン | Lonely Christmas Eve 曲：ベン・フォールズ・ファイヴAngels ボーカル：ロビー・ウィリアムズDo Nothing Till You Hear From Me ボーカル：ロビー・ウィリアムズ                              |
| 2002-2003 | 映画『陰謀のセオリー』 作曲：カーター・バーウェル 振付：デヴィッド・ウィルソン                                                                                 | チェロ協奏曲 作曲：エドワード・エルガー 振付：デヴィッド・ウィルソン | Lonely Christmas Eve 曲ベン・フォールズ・ファイヴAngels ボーカル：ロビー・ウィリアムズ7 Days 曲：クレイグ・デイヴィッド                                                              |
| 2001-2002 | 映画『ラストエンペラー』より 作曲：坂本龍一 振付：デヴィッド・ウィルソン                                                                                       | 映画『道』より 作曲：ニーノ・ロータ 振付：デヴィッド・ウィルソン | 僕の歌は君の歌 曲：エルトン・ジョントラブル 曲：コールドプレイ |

## 振付師としての主な作品

### 男子
- パトリック・チャン

「幻想的小品集より 第1番エレジー」（2012－2013SP）
- 羽生結弦

「パリの散歩道」（2012－2013および2013－2014SP）、「バラード第1番ト短調op.23」 （2014-2015、2015-2016および2017-2018SP）、「Let's Go Crazy」（2016-2017SP）、「秋によせて」（2018-2019および2019-2020SP）
- 友野一希

「Underground」（2022－2023SP）